# 徐波 (文学家)

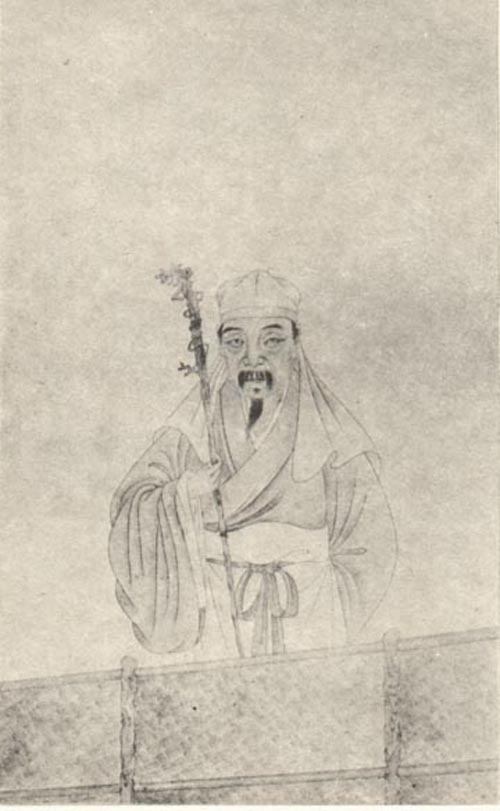

徐波（1590年—1663年），字元歎、號頑庵，直隸蘇州府吳縣（今江蘇省蘇州市）人，明末清初文学家。
萬曆十八年（1590年）生。早年為諸生，入太學。負意氣，任俠，為朋友兩肋插刀。
徐波與竟陵派領袖鍾惺、譚元春、蔡復一友好。明朝灭亡后，居天池山，搆落木菴，修行枯禪。其文學多感喟為主，虞山錢謙益與他未友，彼此贈詩。徐波早歲從鍾、譚遊，時人稱竟陵派吳門四詩家之一。錢謙益攻訐竟陵派不遺餘力，斥之為“亡國之音”，但錢氏對徐波卻從無批判，反而賞讚不已。
康熙二年（1663年）卒。后留世《落木庵詩集》、《諡簫堂》、《染香菴》等。